# Floris Michiels van Kessenich

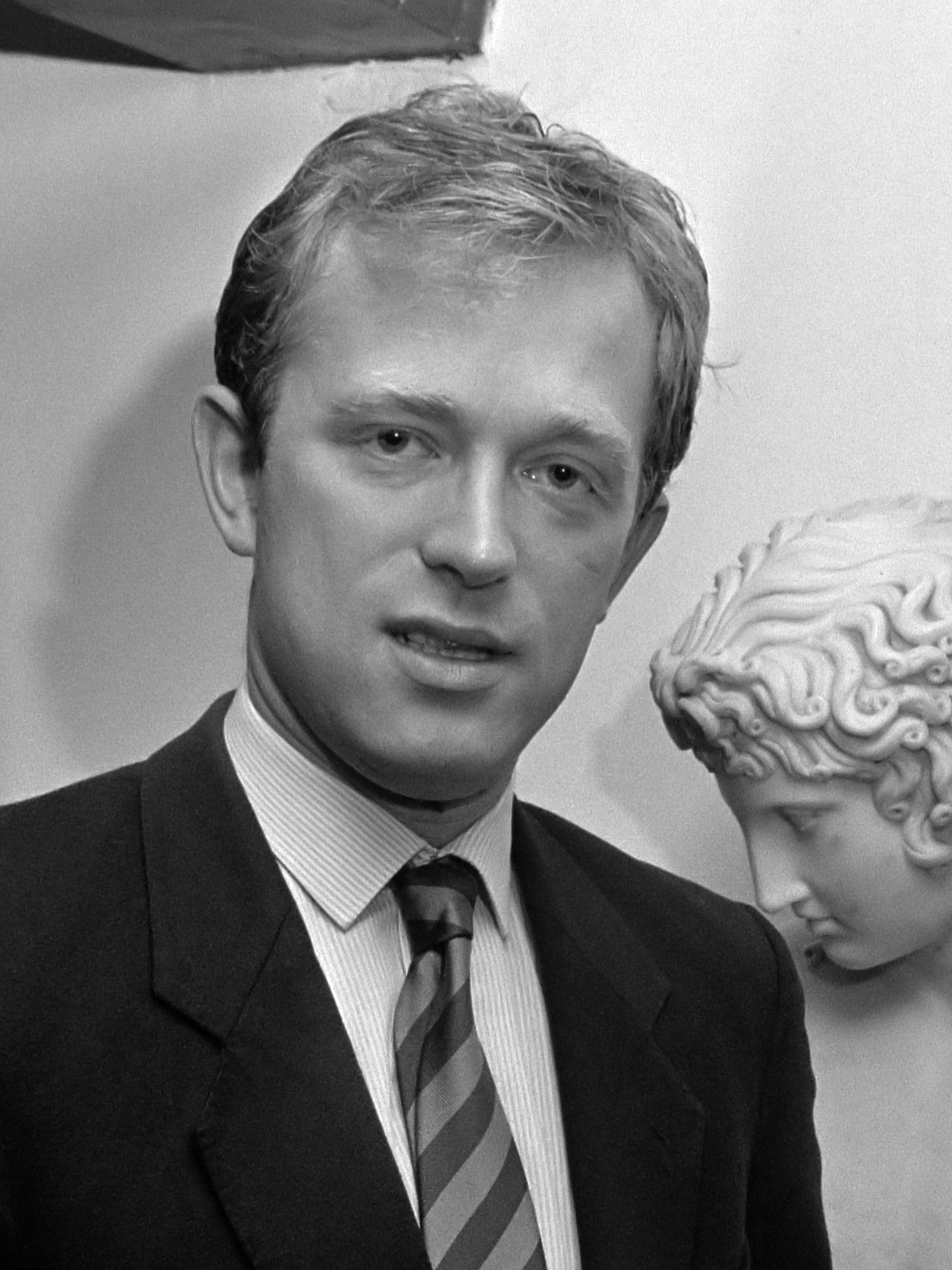
Floris Michiels van Kessenich (1987)

Jonkheer drs. Floris Willem Marie Michiels van Kessenich (Düsseldorf, 26 augustus 1957 - Amsterdam, 15 december 1991), bijgenaamd de roze jonker, was een Nederlands homoactivist. Hij was onder andere journalist van de Gay Krant, (mede-)oprichter van de Donderdagavond Eetclub, Dignity Nederland en ACT UP, en bestuurslid van Fight For Life.

## Levensbeschrijving
Floris Willem Marie Michiels van Kessenich was een telg uit het adellijke geslacht Michiels van Kessenich. Hij was de zoon van jhr. mr. Alphons Marie Willem Paul Michiels van Kessenich (1924-2010) en Elisabeth Maria Jacoba barones de Weichs de Wenne (1926-2010). Toen Floris op 13-jarige leeftijd aan zijn vader vertelde dat hij homoseksueel was, kreeg hij te horen: "Dat komt in ons milieu niet voor". Na een moeizame jeugd, waarin hij met zijn seksualiteit worstelde, en een mislukte zelfmoordpoging in 1978 besloot hij vanaf dat moment zich in te zetten voor acceptatie van homoseksualiteit in de maatschappij.
Na een kortstondig verblijf in Amsterdam studeerde hij kunstgeschiedenis, Engels en Duits aan de Universiteit van Leiden. Hier richtte hij de Donderdagavond Eetclub op, een club voor welgestelde homoseksuelen, waarmee gezamenlijke activiteiten werden ondernomen als borrels, diners, Koninginnedagrondvaarten en rally's. In 1983 voegde hij zich bij de Roze Zaterdag-demonstratie, die dat jaar in Leiden plaats vond, waarbij hij in net pak en met een bord om zijn nek met opschrift "Adel loopt ook mee" voor het eerst in de publiciteit kwam. Begin jaren 1980 richtte hij binnen de Leidse Studenten Vereniging Minerva een eigen homodispuut op, Antinoüs genaamd, naar de levensgezel van de Romeinse keizer Hadrianus. Met dit dispuut, een noviteit in Nederland, kreeg Michiels veel publiciteit, onder andere van de NOS-radio, De Telegraaf, het Algemeen Dagblad, het Leidsch Dagblad en de Gay Krant. Aan dit laatste blad zou hij in de jaren daarna regelmatig bijdragen leveren.
Michiels van Kessenich was praktiserend lid van de Rooms-Katholieke Kerk. In de herfst van 1986 deed een bisschoppelijke brief over pastorale zorg aan homoseksuelen, uitgaande van de Congregatie voor de Geloofsleer in Rome, door de discriminerende toon van de brief veel stof opwaaien. Floris Michiels van Kessenich richtte daarop de Nederlandse afdeling van Dignity op, een van oorsprong Amerikaans-Canadese organisatie die zich inzet voor homorechten binnen de RK Kerk. In 1987 kwamen de Nederlandse bisschoppen mgr. Johannes ter Schure en kardinaal Ad Simonis in het nieuws door de Heilige Communie te weigeren aan openlijk homoseksuelen. In de vorm van "stille acties" protesteerde Michiels hiertegen. Zo riep hij medestanders op om op paaszondag 19 april 1987 in de Sint-Janskathedraal in Den Bosch ter communie te gaan en daarbij een grote roze driehoek te dragen met de woorden "praktiserend homoseksueel en katholiek". Ondanks dreigementen van gewelddadige tegenacties gaven ca 300-500 personen gehoor aan deze oproep. De actie kreeg een vervolg op 7 juni van dat jaar in Zevenaar en op 13 juni in Utrecht.
In 1988 profileerde Michiels zich als een van de felste tegenstanders van Clause 28 in de Britse gemeentewet, die voorschreef dat op scholen niets positiefs over homoseksualiteit mocht worden onderwezen. Bij een protestmanifestatie voorafgaand aan het bezoek van koningin Elizabeth II aan Nederland in de zomer van 1988, verscheen hij uitgedost als stadhouder-koning Willem III van Oranje-Nassau in een koets met vierspan. Als protest tegen anti-homowetten in Oostenrijk ketende hij zich op oudejaarsdag 1988 vast aan de stootbumper van de expresstrein naar Wenen. In 1989 voerde hij actie onder het motto "stem roze" bij de Europese en Tweede Kamerverkiezingen. Uit onvrede over het feit dat de openlijk homoseksuele GroenLinkser Bob van Schijndel op een onverkiesbare 16e plaats was gezet, stelde hij zich in de zomer van 1989 zelf verkiesbaar voor de nieuwe Partij Democratisch Socialisten (PDS). Drie weken voor de verkiezingen trok hij zich echter terug.
In 1985 kreeg Michiels te horen dat hij seropositief was, in die tijd een onontkoombaar doodvonnis. Vanaf 1989 ging zijn gezondheid sterk achteruit. Ook in de latere fasen van zijn ziekte bleef hij actie voeren, onder andere voor de verstrekking van niet-reguliere aids-medicijnen, waarvoor hij zelf proefkonijn was. In deze periode was hij secretaris-penningmeester van Fight for Life. Aan het eind van zijn leven stelde hij nog een laatste daad: op 15 september 1991 liet hij, te midden van vrienden en medestanders, zijn relatie met de Amerikaan Michael Kovner in de Amsterdamse Dominicuskerk inzegenen. Drie maanden later overleed hij aan de gevolgen van aids.

## Nalatenschap
Overeenkomstig zijn wilsbeschikking werd in 1994 de stichting De Rose Jo(n)ker opgericht, die zich inzet voor de emancipatie van homoseksuele mannen en lesbische vrouwen. In het stichtingsbestuur zijn onder anderen een lid van de familie Michiels van Kessenich en een lid van de Nederlandse Vereniging tot Integratie van Homoseksualiteit COC opgenomen. Het persoonlijk archief van Floris Michiels van Kessenich is ondergebracht bij het Internationaal Homo/Lesbisch Informatiecentrum en Archief in Amsterdam. In 2000 verscheen een biografie genaamd De Roze Jonker van Jos Versteegen. De aidspatiëntenbelangenorganisaties ACT UP en Fight for Life zijn opgegaan in de Hiv Vereniging Nederland. De Donderdagavond Eetclub bestaat nog steeds, terwijl stichting Dignity Nederland in maart 2013 haar laatste viering hield.